# معركة قلعة جنكي
معركة قلعة جنكي نسبة لقلعة باسم قلعة جنكي (اللغة الدرية/اللغة البشتوية: قلعهِ جنگی) تقع بالقرب من مزار شريف، ويُشار إلى المعركة بشكل غير صحيح باسم معركة مزار شريف، هي انتفاضة معسكر أسرى الحرب وقعت بين 25 نوفمبر و 1 ديسمبر 2001، في شمال أفغانستان، بعد التدخل العسكري من قبل قوات التحالف بقيادة الولايات المتحدة للإطاحة بإمارة أفغانستان الإسلامية لطالبان، التي كانت تؤوي عناصر القاعدة.
استسلم المئات من الرجال، بما في ذلك العديد من غير الأفغان، بالقرب من قندوز وكانوا محتجزين كمقاتلين أعداء في قلعة جنكي من قبل قوات التحالف الشمالي الأفغاني (الجبهة الإسلامية لإنقاذ أفغانستان) لاستجوابهم من قبل أمريكا الوسطى موظفوا وكالة الاستخبارات (CIA) مهتمون بالمشتبه بهم من القاعدة. ثار السجناء بعنف وتصاعد القتال الذي ادى إلى أكثر الاشتباكات دموية في الصراع. استغرق الأمر بمقاتلي التحالف الشمالي، يطلبوا المساعدة من القوات الخاصة البريطانية والأمريكية والدعم الجوي، ستة أيام لقمع التمرد.
قُتل جميع السجناء باستثناء 86 شخصاً وعدد من مقاتلي التحالف الشمالي. كانت الوفاة الوحيدة في الولايات المتحدة هي ضابط السي آي إيه جوني "مايك" سبان، وهو أول أمريكي يُقتل في القتال خلال الغزو الأمريكي عام 2001 لأفغانستان. وكان من بين السجناء الناجين مواطنين أمريكيين يشتبه في قتالهما مع طالبان: ياسر حمدي وجون ووكر ليند.

## الخلفية
في أواخر نوفمبر 2001، مع تحول وضع طالبان العسكري في شمال أفغانستان إلى حرج، وافق العديد من قادة الميدان الميدانيين على الاستسلام للتحالف الشمالي والجنرال عبد الرشيد دستم، زعيم الحركة الإسلامية الوطنية التي يسيطر عليها الأوزبكيون، خارج مدينة قندوز المحاصرة. . كما سلم المئات من المقاتلين الأجانب (معظمهم من باكستان وبلدان الشرق الأوسط الناطقة باللغة العربية)، بما في ذلك مجموعة كبيرة من أسلحتهم وصلت إلى قافلة قبل يوم واحد إلى مكان يبعد 100 كم. موقع الاستسلام المتفق عليه، بالقرب من مزار الشريف. وصف دوستم استسلام طالبان بأنه «نصر عظيم» للحلف،  نجاحًا غير دموي من شأنه أن يسمح بالمصالحة المستقبلية لمواطني أفغانستان. وتم نقل آلاف السجناء إلى سجن شبرغان (زُعم أن العديد منهم ماتوا بسبب سوء المعاملة أثناء النقل وبعده).
في الوقت الذي أرادت فيه القوات الأمريكية استجواب المقاتلين الأجانب الذين تم احتجازهم حول صلات محتملة مع شبكة القاعدة الجهادية الدولية، قرر الأفغان نقل هؤلاء السجناء إلى قلعة جنكي («قلعة الحرب» بالفارسية)، قلعة بالقرب من مزار الشريف التي استخدمها دوستم في السابق كمقر له ومستودع ذخيرة. في 24 نوفمبر، تم نقل ما بين 300 و 500  من الأجانب المشتبه بهم على شاحنات مسطحة إلى القلعة، التي تحولت الآن إلى سجن. لم يتم تفتيش السجناء، وبعضهم أخفى أسلحة أثناء الاستسلام. في يوم الاستسلام، انتحر اثنان من السجناء بالقنابل اليدوية وقتلا أحد قادة دوستم والآخرين في حادثين منفصلين في السجن المؤقت. على الرغم من الوفيات، لم تعزز ميليشيا الأمن في السجن من الحركة الإسلامية الوطنية. في وقت لاحق، زعم تقرير جون كيري للجنة العلاقات الخارجية في مجلس الشيوخ الأمريكي أن عملية «حصان طروادة» مخطط لها مسبقا، وهي مناورة تسمح لقوة من المقاتلين الأجانب بالسيطرة على موقع محصن مهم استراتيجيا في قلعة جنكي والتقاط مخزون ضخم من الذخائر.

## الانتفاضة
في 25 نوفمبر، وصل اثنان من ضباط وكالة الاستخبارات المركزية، هما جوني "مايك" سبان من قسم الأنشطة الخاصة السري للغاية، ودايف «داوسون» تايسون، وهو متحدث أوزبكي وخبير في المنطقة،  إلى قلعة جنكي لتنفيذ عمليات استجواب السجناء. في فناء القلعة. استجوب ضباط وكالة المخابرات المركزية سجناء مختارين، لا سيما سليمان الفارس الذي كان مواطنا أمريكيا وجون واكر ليند (في ذلك الوقت، لاحظوا فقط أن ليند كان سجينا يبدو أوروبيا ومختلفا عن الآخرين، لذلك تم استفراده للاستجواب). بعد حوالي ساعتين من بدء المقابلات، قام عدد من السجناء بالوقوف فجأة وهاجموا، بعضهم بالقنابل المخفية، كان عددهم أقل من أربعة إلى واحد. هاجموا بطريقة انتحارية، غضب السجناء المحتلين وقتل سبان والعديد من الحراس الأفغان. كما يبدو أنهم غالباً ما يكونون أكثر تدريباً بشكل أفضل من محتجزي تحالف الشمال، الذين أصيب العديد منهم بالصدمة والخوف من عرض أعدائهم للمهارة والتعصب. تمكن السجناء من الاستيلاء على النصف الجنوبي من القلعة، بما في ذلك مستودع الأسلحة والذخائر، والاستيلاء على مخزن كبير من الأسلحة الصغيرة، وقاذفات القنابل الصاروخية، ومدافع الهاون.
مع فقدان سبان في الفوضى، هرب تايسون إلى الجزء الشمالي والأكثر أمنا من القلعة، حيث كان محاصرا مع طاقم تلفزيوني من شبكة ARD الألمانية. اقترض هاتفهم الأقمار الصناعية، ودعا السفارة الأمريكية في أوزبكستان، وطلب تعزيزات. طلب تايسون على وجه التحديد عدم وجود دعم جوي، بسبب قرب القوات الأفغانية المتحالفة معهم. أرسلت القيادة المركزية الأمريكية قوة رد فعل سريعة من منزل آمن لخنجر قوة المهام في مزار الشريف، وأفراد من قوة دلتا، وبعض القبعات الخضراء وفريق مكون من 8 أشخاص من خدمة M سرب القوارب الخاصة، تم تجميع قوة الرد السريع من أي شخص كان في المبنى في ذلك الوقت: عنصر في المقر من مجموعة القوات الخاصة الخامسة التابعة للكتيبة الثالثة، وزوج من ضباط الاتصال التابعين للقوات الجوية الأمريكية، وحفنة من عملاء CIA SAD وفريق SBS. كما أحضر الأفغان التعزيزات: دخل أفرادها دبابة من طراز تي-55 إلى المجمع وبدأوا في إطلاق النار في المنطقة التي يسيطر عليها السجناء. وصلت عدة فرق تلفزيونية أخرى إلى مسرح المعركة، لضمان حصولها على تغطية إعلامية واسعة. تم تصوير المراحل المتعاقبة من القتال على نطاق واسع، وتوفير لقطات نادرة من وحدات القوات الخاصة في القتال. في تمام الساعة الثانية بعد الظهر، وصل فريق عمل خاص مختلط، مكون من تسعة من القوات الخاصة التابعة للجيش الأمريكي وستة من مشغلي خدمات القوارب الخاصة البريطانية، أحدهم مشغل تبادل بحرية تابع للبحرية الأمريكية، وانضم إلى إطلاق القوات الأفغانية على السجناء من الجزء الشمالي للجزيرة. من الساعة الرابعة عصراً حتى حلول الليل، قاموا بتوجيه طائرتين مقاتلتين أمريكيتين لتسعة غارات جوية ضد السجناء الراسخين، الذين استمروا في مقاومة شرسة. وعلى الرغم من طلبات تايسون، تم إسقاط قنابل موجهة بالليزر GBU-12 Pave Way II بوزن 500 باوند على مستودع الأسلحة، الذي كان بمثابة قاعدة نار للسجناء. تم إنقاذه هو والصحفيين الألمان عندما مكنتهم إغاثة أربعة جنود أمريكيين من الفرار.
وفي اليوم التالي، أقامت الميليشيا الأفغانية المتحالفة موقع قيادة وتحكم بالقرب من البوابة الشمالية لتوجيه دباباتها وقذائف الهاون. بحلول منتصف الصباح، انضمت القوات الأمريكية والبريطانية إلى ثلاثة فرق: فريق دعم جوي مقرب من CAS-1 ذهب داخل الحصن على طول الجزء الشمالي الشرقي من البرج لتوجيه ضربات مباشرة بالقنابل إلى الفناء الجنوبي، عين فريق الدعم الجوي CAS-2 الذي وضع نفسه بالقرب من البوابة الرئيسية للقلعة والإغلاق الثاني، وقوة رد فعل سريع تتألف من أربعة من القوات الخاصة، وجراح في البحرية الأمريكية، وثمانية جنود من فرقة الجبل 10. في الساعة الحادية عشرة مساءً، تم إسقاط قنبلة موجهة من ذخائر الهجوم المباشر المشترك، تزن ألفي رطل (957 كيلوجرام)، من قبل مراقبة مكافحة سلاح الطيران الخاص التابع للقوات الجوية في فريق CAS-1 الذي دعا إلى إضراب ذخائر الهجوم المباشر المشترك. طعن الطيار عن طريق الخطأ في إحداثيات خاطئة، مما أدى إلى ضرب موقع وحدة التحكم القتالية. قتل انفجار القنبلة أربعة على الأقل (تقول بعض المصادر رجال ميليشيا 30 ) على البرج الشمالي الشرقي فوق فريق CAS-1، انقلبوا فوق دبابة صديقة، وأصابوا جميع أعضاء فريق CAS-1، بما في ذلك خمسة أمريكيين واثنين من المشغلين البريطانيين. وفي تلك الليلة، حلقت طائرتان عسكريتان من طراز لوكهيد إيه سي-130 (نداءين جاريتين GRIM 11 و GRIM14) فوق القلعة، وأطلقت النار على السجناء. وأصيب مستودع الذخيرة الرئيسي، مما أدى إلى انفجار هائل استمر في الحرق طوال الليل. تمكن أحد السجناء من الهروب من الحصن، تم أسره وإعدامه من قبل السكان المحليين.
بحلول صباح يوم 27 نوفمبر، تراجعت مقاومة السجناء. شنت القوات المتحالفة هجوما نظاميا مدعوما بالدبابات والمركبات المدرعة الأخرى، وهزمت الهجوم المضاد من قبل السجناء. بحلول نهاية اليوم، استعادوا معظم الحصن، في تلك المرحلة واجهوا فقط إطلاق نار متقطع وبعض هجمات القنابل الانتحارية. استعاد الأمريكيون جثة سبان، التي كان السجناء قد قتلوه بقنبلة يدوية. قام المقاتلون الأفغان بنهب جثث السجناء، واستخراج أسنان ذهبية وقتلوا ما لا يقل عن شخصين كانا لا يزالان على قيد الحياة.
عند هذه النقطة، افترضت قوات التحالف أن جميع السجناء ماتوا. في الواقع، مع ذلك، فإن أكثر من 100 سجين نجوا قد تراجعوا إلى قبو مبنى مركزي، حيث تم إخفاؤهم ولم يتم اكتشافهم. استؤنف القتال. أطلق مقاتلو التحالف الشمالي النار وألقوا بالمتفجرات على القبو، بل وسكبوا الزيت وأشعلوا النار فيه، لكن مع ذلك استمرت المقاومة. في 28 نوفمبر، وصل الجنرال دوستم وحاول شخصياً إقناع آخر السجناء بالاستسلام، دون أي تأثير. في اليوم التالي، أمر دوستم بسجنه بالزنزانة التي غمرتها مياه الري المتجمدة. لقد نجح هذا التكتيك واستسلم آخر حالات الاستيلاء على الموتى في نهاية المطاف في الأول من كانون الأول (ديسمبر). ومن بين ما يقدر بـ 300-500 سجين نُقلوا إلى القلعة، ظهر 86 شخصاً فقط لا يزالون على قيد الحياة (توفي بعضهم بعد ذلك متأثرين بجروحهم) من الزنزانة التي غمرتها الفيضانات (حيث المزيد من 60 منهم ماتوا )، بما في ذلك جون ووكر ليند. في وقت لاحق ادعى بعض الناجين أنهم لم يشاركوا في المعركة. كما أخبر أحد الصحفيين مراسل صحيفة «أوبزرفر» لوقا هاردينغ أن البعض أراد الاستسلام في وقت سابق، لكن مجموعة من سبعة عرب سيطروا صعب.
نشرت مجلة «تركستان الإسلامية» التابعة لحزب «الأيغور تركستان» في طبعتها الخامسة نعيًا لعضويتها تورغون (ابن عمر التركستاني) يتحدث عن تدريبه على الوقت في معسكر تدريب الخلدان ولقائه مع ابن الشيخ الليبي. حارب الأويغور في أفغانستان ضد القصف الأمريكي والتحالف الشمالي بعد هجمات 11 سبتمبر 2001. توفي ابن عمر في القتال ضد الأميركيين في قلعة جنكي في ذلك الشهر.

## بعد

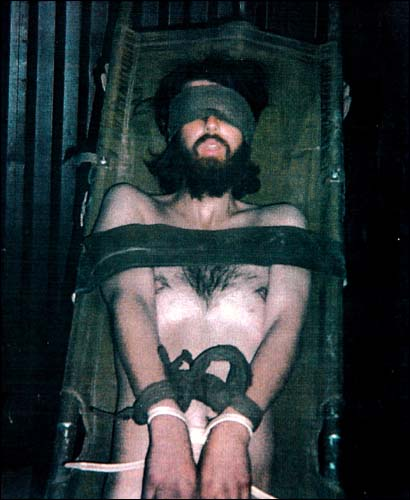
نجا السجين جون ووكر ليند بعد نقله إلى معسكر الكركدن في 7 ديسمبر 2001

ومن بين الـ86 سجينا الذين نجوا من المعركة، وجد أحدهم جون ووكر ليند، وهو أمريكي اعتنق الإسلام انتقل إلى أفغانستان لمساعدة طالبان على محاربة التحالف الشمالي قبل هجمات 11 سبتمبر. بعد فترة وجيزة من المعركة، تمكن الصحفي المدمج في CNN ، روبرت يونغ بيلتون، من التعرف على إصابة لينده التي تعاني من حروق شديدة، كأميركي. تم فصل ليند عن السجناء الآخرين وتم إنقاذ حياته من قبل أحد أفراد القوات الخاصة الأمريكية. في وقت لاحق تم ترحيل ليند إلى الولايات المتحدة لمواجهة اتهامات بالخيانة. وفي عام 2002، أدين بتهمة مساعدة العدو ودعمه وحُكم عليه بالسجن لمدة 20 سنة دون إخلاء سبيل مشروط.
في أوائل عام 2002، تم نقل ما لا يقل عن 50  سجناء آخرين على قيد الحياة إلى مخيم أشعة إكس (غوانتانامو) في معتقل غوانتانامو الذي تم تشييده حديثًا في القاعدة البحرية الأمريكية في خليج غوانتانامو بكوبا. وكان معظمهم من العرب، من بينهم 21 سعوديًا وتسعة يمنيين،  ولكن كان هناك أيضًا باكستانيون وغيرهم، مثل المواطن الروسي رسول كوداييف (من قباردينو - بلقاريا)، والذين زُعم أنهم انضموا إلى الحركة الإسلامية في أوزبكستان التي تتخذ من أفغانستان مقراً لها،  وعبد الجبار، وهو عضو أوزبكي في حركة أوزباكستان الإسلامية. في عام 2004، بعد ثلاث سنوات من الاحتجاز بدون محاكمة (في البداية في مخيم أشعة إكس (غوانتانامو))، فاز المواطن الأمريكي ياسر حمدي بقضية بارزة في المحكمة العليا الأمريكية، حمدي ضد رامسفيلد، التي أكدت على حق مواطني الولايات المتحدة إلى المثول أمام القضاء والمحاكمة؛ تم إطلاق سراحه من حجز الولايات المتحدة دون توجيه اتهامات له وتم ترحيله إلى مسقط رأسه المملكة العربية السعودية.
لتصرفاته خلال المعركة، تم منح الميجور مارك ميتشل، ضابط القوات الخاصة بالجيش الأمريكي، وسام الخدمة المتميزة، وهو أول وسام من هذا النوع يتم منحه منذ حرب فيتنام. بالإضافة إلى ذلك، حصل رجل البحرية الأمريكي ، ضابط الأركان الصغير ستيفن باس ، على وسام الصليب البحري على أفعاله أثناء ارتباطه بخدمة القوارب الخاصة البريطانية. كان باس 'نافي كروس' أول من يُمنح صليب بحري منذ «العملية العادلة». يمكن العثور على سيرة باس في كتاب الصليب البحري: بطولة استثنائية في العراق وأفغانستان والصراعات الأخرى.
تم الاعتراف بأن جوني «مايك» سبان ، وهو القتيل الوحيد في الولايات المتحدة، هو أول أمريكي يُقتل في القتال خلال غزو الولايات المتحدة لأفغانستان عام 2001. بالنسبة لبطولته غير العادية في محاربة السجناء لفترة كافية للسماح لزملائه بالهروب ، تم منح سبان بعد ذلك جائزة نجمة المخابرات الأمريكية (CIA)؛  نظرًا لأن نجمة الذكاء تعتبر مماثلة للنجمة الفضية ، سمحت وزارة الدفاع له ليتم دفنه في مقبرة أرلينغتون الوطنية. في نصب سبان التذكاري في المقبرة ، قال المسؤولون إنه بعد أن تعرض لهجوم ، حارب سبان مع بندقية أيه كيه-47 حتى نفدت ذخيرته ، ثم سحب مسدسه وأفرغه ، قبل أن يتحول إلى يد يدا قتالية مما أدى إلى

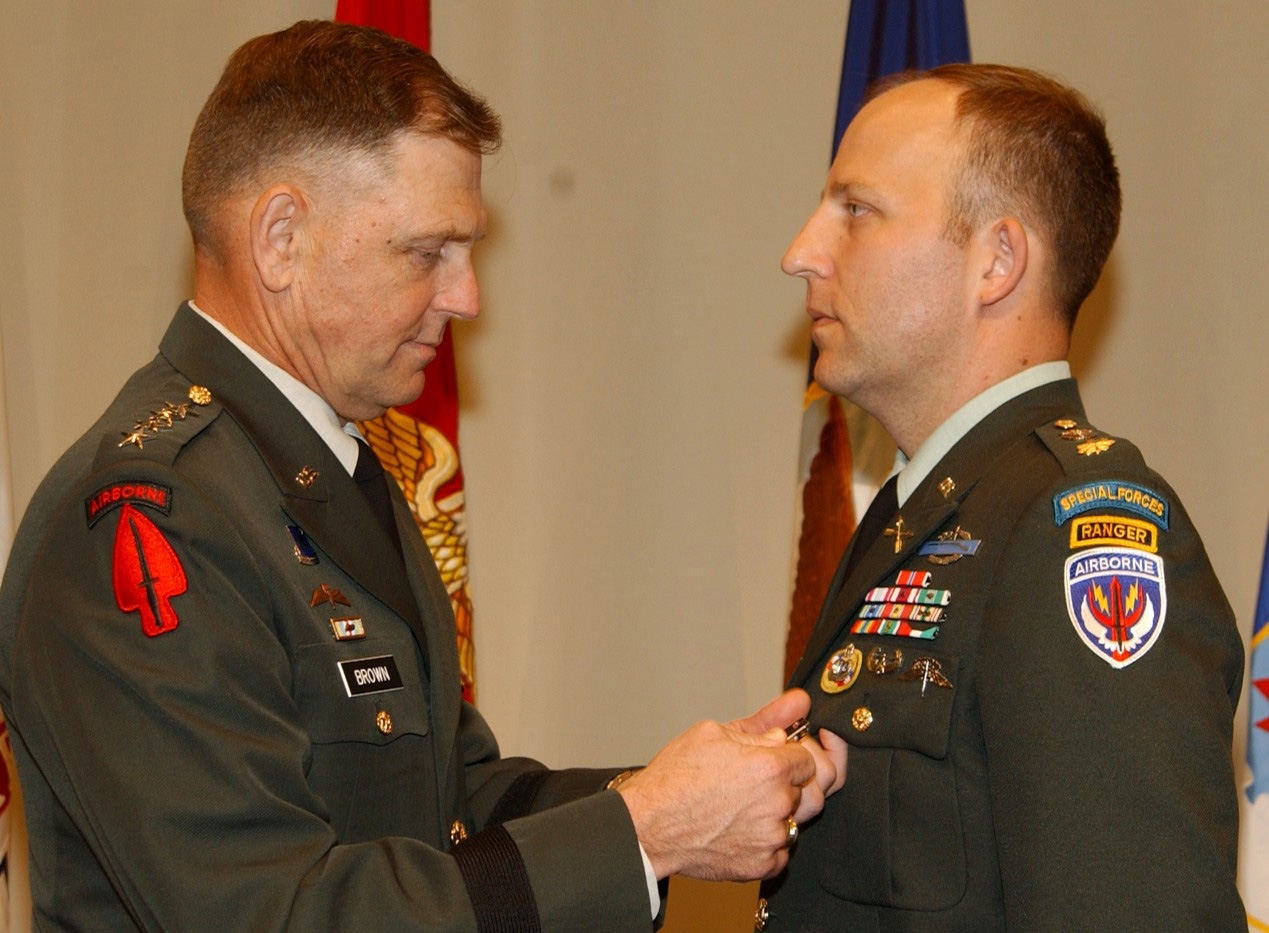
تم تزيين الميجور مارك إي ميتشل لأعماله القتالية خلال المعركة من قبل الجنرال براين د. براون ، رئيس قيادة العمليات الخاصة الأمريكية

إطلاق النار عليه. " زارت عائلة مايك سبان القلعة بعد وفاته. الأطباء الأفغان الذين كانوا موجودين في الموقع في وقت الشغب أخبروا عائلة سبان أنهم "ظنوا أن مايك قد يركض ويتراجع ، لكنه احتل مكانه وحارب باستخدام بندقية AK حتى نفدت الذخيرة ، ثم تعادل وبدأ يطلق النار من مسدسه. «، وهذا هو السبب الوحيد الذي مكن العديد من الآخرين من العيش» لأن مايك وقف موقفه وحارب السجناء بينما كسب الآخرين من الوقت للهرب نحو الأمان.

## الخلافات
نظرًا للعدد الكبير من ضحايا الأسرى ، واستخدام القوة النارية الهائلة ضدهم ، قام التحالف الشمالي وقوات التحالف الأجنبية بخرق اتفاقيات جنيف باستخدام وسائل غير متناسبة. عثر الجنود الأمريكيون على عدد من القتلى مع ربط أذرعهم خلف ظهورهم. في وقت لاحق ، لخص عبد العزيز آل عثمان ، أحد المحتجزين ، الحادثة وقال للسلطات الأمريكية في خليج غوانتانامو: «لقد وصفوها بأنها انتفاضة وليست كذلك ؛ إنها نوع من المجزرة». دعت منظمة العفو الدولية إلى إجراء تحقيق مستقل ،  ولكن رفضت الحكومتان الأمريكية والبريطانية ذلك ، مجادلين بأن المقاومة الشرسة والمسلّحة جيداً للانتفاضة تبرر تمامًا استخدام القوة الجوية والأسلحة الثقيلة ضد السجناء الثائرين.
تم انتقاد القوات الأفغانية بسبب سوء إدارة السجناء ، والذي يعتقد أنه مكن من الانتفاضة. الأسرى لم يتم تفتيشهم بشكل صحيح وبعضهم حملوا قنابل يدوية إلى السجن. اعترف دوستم في وقت لاحق بأن هذا كان خطأ. أيضا ، بما أن قلعة جانجي كانت في السابق قاعدة لطالبان ، كان العديد من السجناء هناك من قبل وعرفوا تصميمها. كان دوستم يخطط لاحتجاز الرجال في مطار قريب ، لكن الولايات المتحدة كانت تستخدمه في نقل الإمدادات. من خلال استجواب السجناء في مجموعة ، بدلا من أن يكونوا منفصلين ، محميين من قبل عدد قليل من الحراس ، عرض المحققون أنفسهم للخطر مع رجال معروفين بكونهم خطرين. رفض جورج تينيت ، مدير وكالة المخابرات المركزية الأمريكية، اتهامات بسوء الإدارة ، وأشاد بوكيله بـ «الأبطال»،  بوش في الحرب ، وصف الصحفي بوب ودورد بأن سبان بطل أنقذ أعماله حياة الكثيرين.

## التمثيل في وسائل الإعلام الأخرى
في الفيلم الوثائقي «بيت الحرب»، قدم روبرت يونغ بيلتون وصانع الفيلم بول يولي معلومات مفصلة عن هذه الأحداث. المقابلات والصور من CNN ، ARD ، وفي أماكن أخرى تظهر مايك سبان وديف تايسون لحظات قبل الانتفاضة. يصف بيلتون أكثر الأماكن خطورة في العالم «ساعة داخل أفغانستان» الخاصة بساعة واحدة بوقته مع فريق القوات الخاصة الأمريكية (ODA 595) الذي قاتل مع قوات دوستم.
تم توثيق الحادث في سلسلة الوثائق الجغرافية الوطنية في الوضع الحرج لطالبان والمراسل الفرنسي داميان ديغولدر في صباح الخير أفغانستان.
كتاب دوغ ستانتون غير الخيالي Horse Soldiers: القصة الاستثنائية لنطاق من الجنود الأمريكيين الذين استقلوا النصر في أفغانستان يفتحون مع سرد للمعركة.
تتضمن رواية فريدريك فورسيث «الأفغاني» قصة خيالية جزئية ولكنها مفصلة عن المعركة وسياقها.
كتاب داميان لويس Bloody Heroes هو حساب مفصل لهذا الحدث مع المراجع والمقابلات من أعضاء فريق SBS.